# Хабихтсвальд (хребет)
Хабихтсвальд (нем. Habichtswälder Bergland) — маленький горный хребет, площадью около 208 км2, с наивысшей точкой 615 м, на западе города Кассель, Северный Гессен, Германия.
Большая часть хребта является природным парком. Остальная часть находится в пределах города Кассель и частично населена. Также в границах хребта Хабихтсвальд находятся замок и парк Вильгельмсхёэ.

## Основные вершины
- Хоес Грас (нем. Hohes Gras) 614.8 м. нум — на вершине: обзорная башня, ресторан, площадка для зимних видов спорта
- Гроссер Бэренберг (нем. Großer Bärenberg) 600.7 м. нум — на вершине: обзорная башня
- Эссигберг (нем. Essigberg) 597.5 м. нум — на вершине: телевизионная вышка Хабихтсвальд, беговая дорожка
- Дорнберг (нем. Hoher Dörnberg) 578.7 м. нум — на вершине: большой бастион, хороший вид на окружающую местность
- Аренсберг (нем. Ahrensberg) 570 м. нум — на вершине: исток реки Бауна
- Гроссер Гуденберг (нем. Großer Gudenberg) 568.7 м. нум — на вершине: руины Гроссер Гуденберг
- Швенеберг (нем. Schwengeberg) 556.7 м. нум — на вершине: достопримечательности отсутствуют
- Цигенкопф (нем. Ziegenkopf) 570 м. нум — на вершине: исток реки Друзель, закрытый лыжный трамплин
- Каленберг (нем. Kaulenberg) 545 м. нум — на вершине: исток реки малая Бауна
- Эльфбухен (нем. Elfbuchen) 535 м. нум — на вершине: заросшая деревьями обзорная башня Эльфбухен
- Лофскопф (нем. Laufskopf) 534.8 м. нум — на вершине: достопримечательности отсутствуют
- Карлсберг (нем. Karlsberg) 526.2 м. нум — на вершине: расположение статуи Геркулеса
- Ваттенберг (нем. Wattenberg) 516.2 м. нум — на вершине: достопримечательности отсутствуют
- Бургберг (нем. Burgberg) 499.9 м. нум — на вершине: руины Шауэнбург
- Линденберг (нем. Lindenberg) 485.9 м. нум — на вершине: достопримечательности отсутствуют
- Бургхазунгер Берг (нем. Burghasunger Berg) 479.7 м. нум — на вершине: бывший монастырь бенедиктийцев Хасунген
- Ниденштейнер Копф (нем. Niedensteiner Kopf) 475.0 м. нум — на вершине: обзорная башня Гессентурм
- Юнкеркопф (нем. Junkerkopf) 466.0 м. нум — на вершине: обзорная башня Гессентурм
- Бенсберг (нем. Bensberg) 464.8 м. нум — на вершине: достопримечательности отсутствуют
- Шреккенберг (нем. Großer Schreckenberg) 460.0 м. нум — на вершине: обзорная башня Шреккенбергтурм[нем.]
- Бильштайн (нем. Bilstein) 460.0 м. нум — на вершине: бастион
- Эшеберг (нем. Escheberg) 448.9 м. нум — на вершине: достопримечательности отсутствуют
- Эмсерберг (нем. Emser Berg) 446.5 м. нум — на вершине: достопримечательности отсутствуют
- Бургберг (нем. Burgberg) 439.6 м. нум — на вершине: бастион
- Брассельсберг (нем. Brasselsberg) 434.2 м. нум — на вершине: обзорная башня Бисмарктурм[нем.]
- Хангарштайн (нем. Hangarstein) 418.5 м. нум — на вершине: достопримечательности отсутствуют
- Баунсберг (нем. Baunsberg) 413.4 м. нум — на вершине: бастион
- Мальсберг (нем. Malsberg) 405.6 м. нум — на вершине: руины Мальсбург